# Cattedrale di San Nicola di Bari (Da Lat)
La cattedrale di San Nicola di Bari di Da Lat è la cattedrale della diocesi di Ðà Lat in Vietnam.

## Storia
L'edificio è costruito dai francesi come chiesa parrocchiale tra il 1931 e il 1932 in uno stile eclettico d'ispirazione neoromanica. Con la creazione della diocesi di Ðà Lat il 24 novembre 1960 (ai tempi del Vietnam del Sud) la chiesa ne diviene la cattedrale, venendo dedicata a san Nicola di Bari.

## Galleria d'immagini

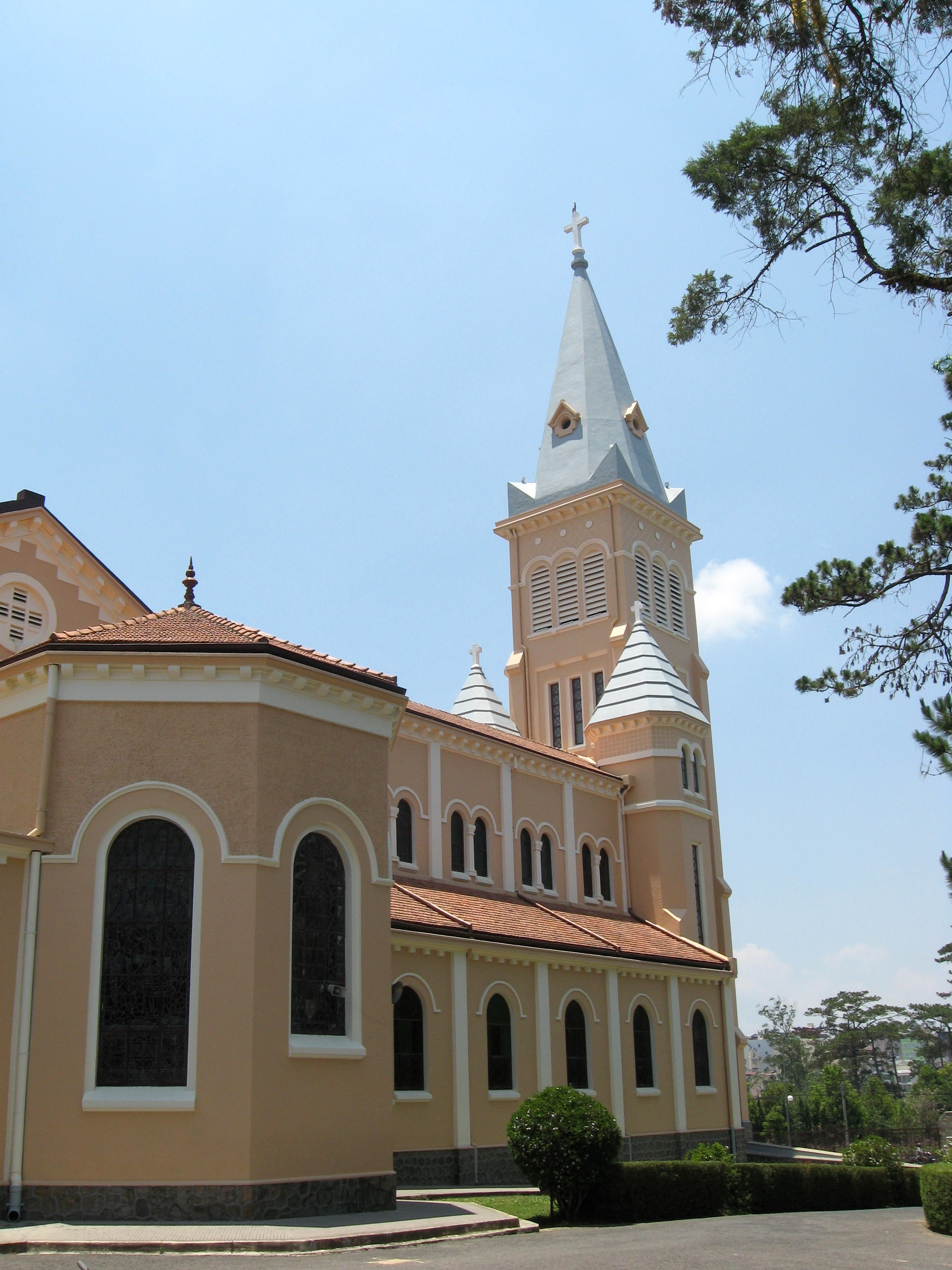
Vista laterale
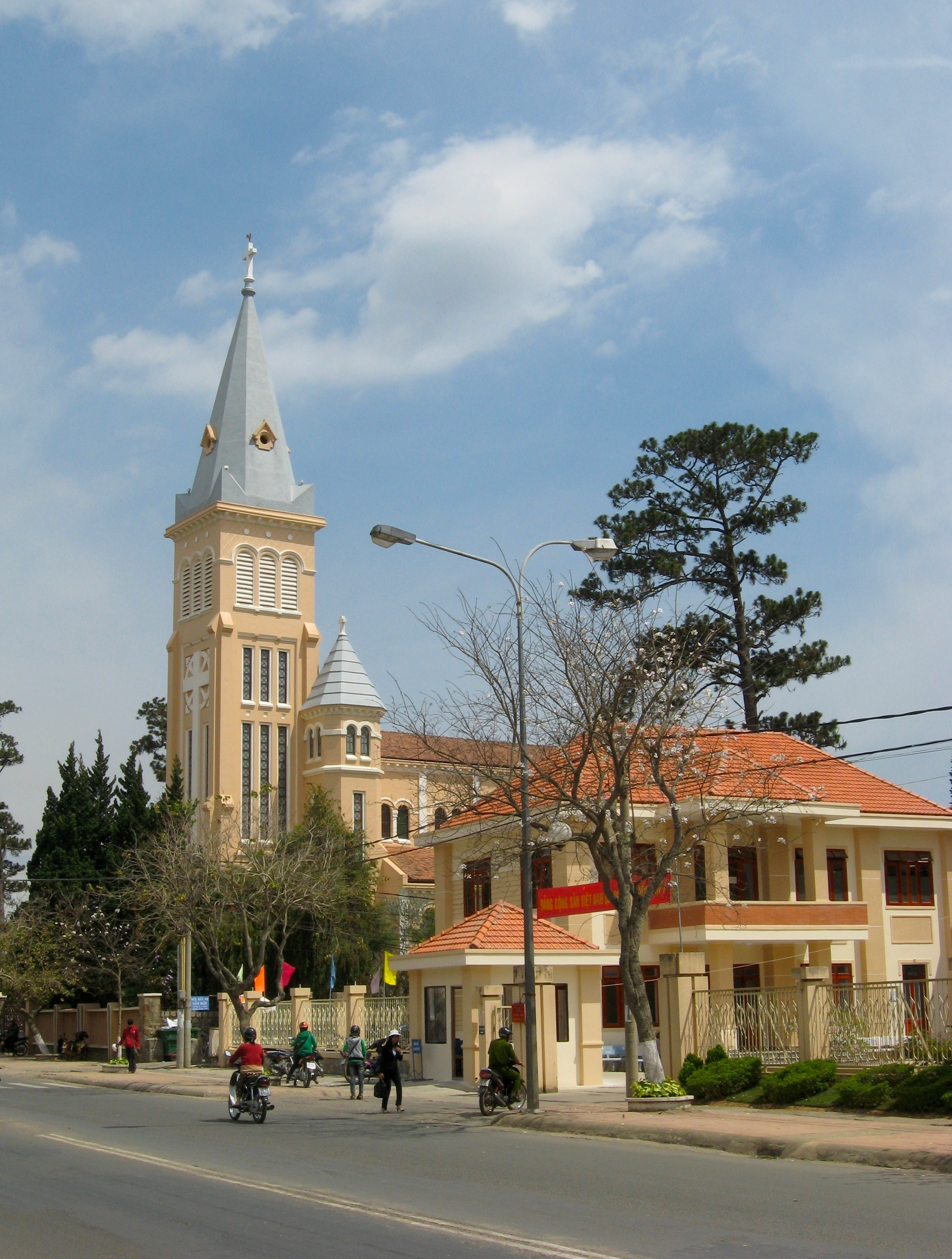
Vista dalla strada
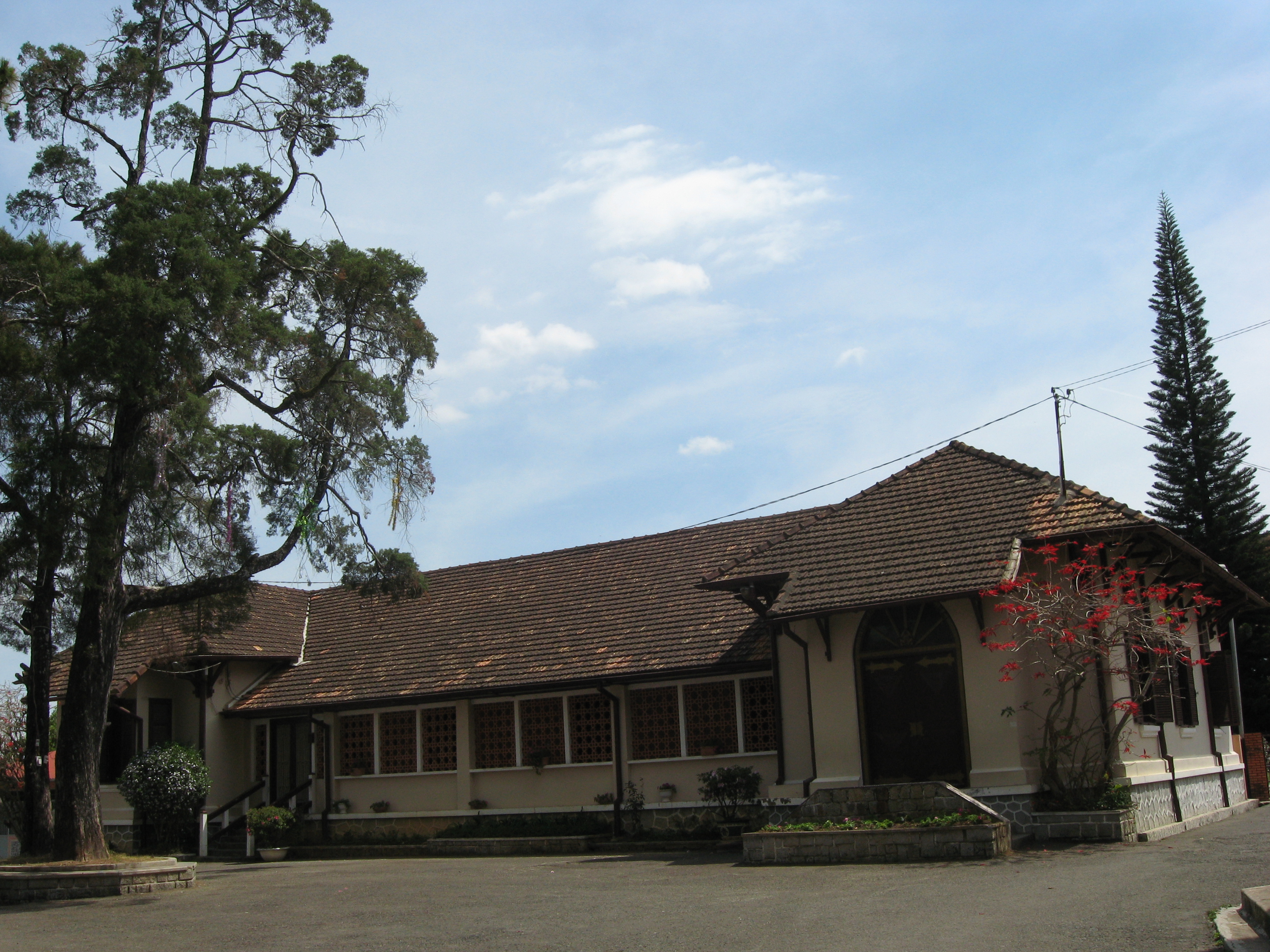
La canonica
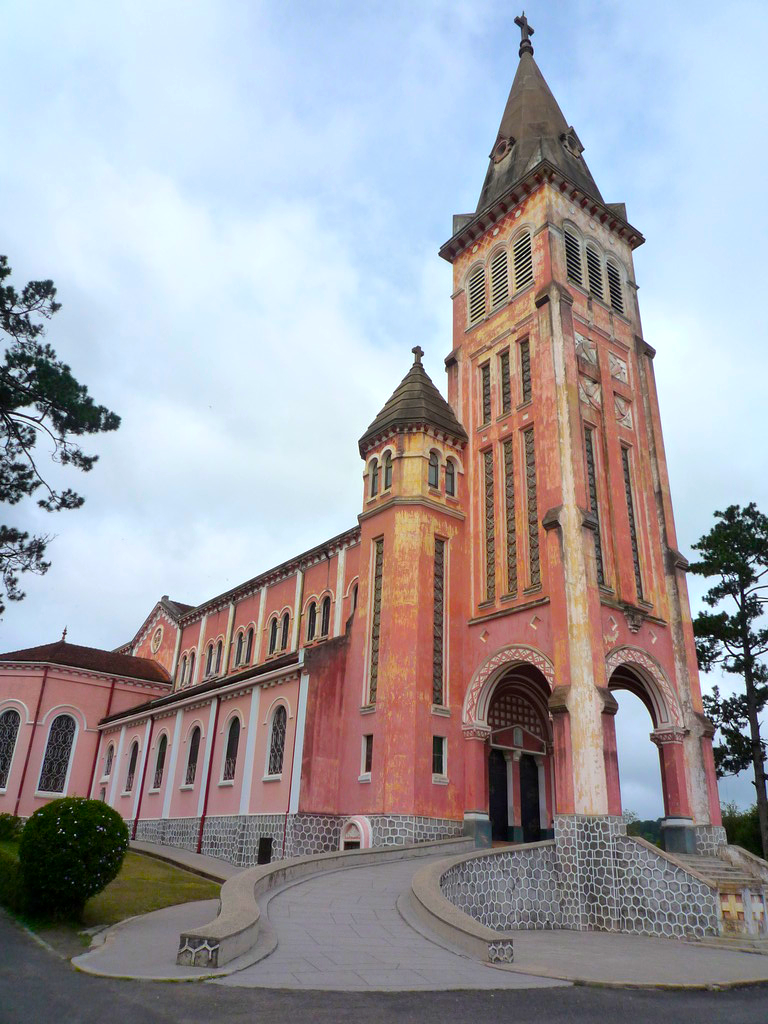
La cattedrale prima della ristrutturazione
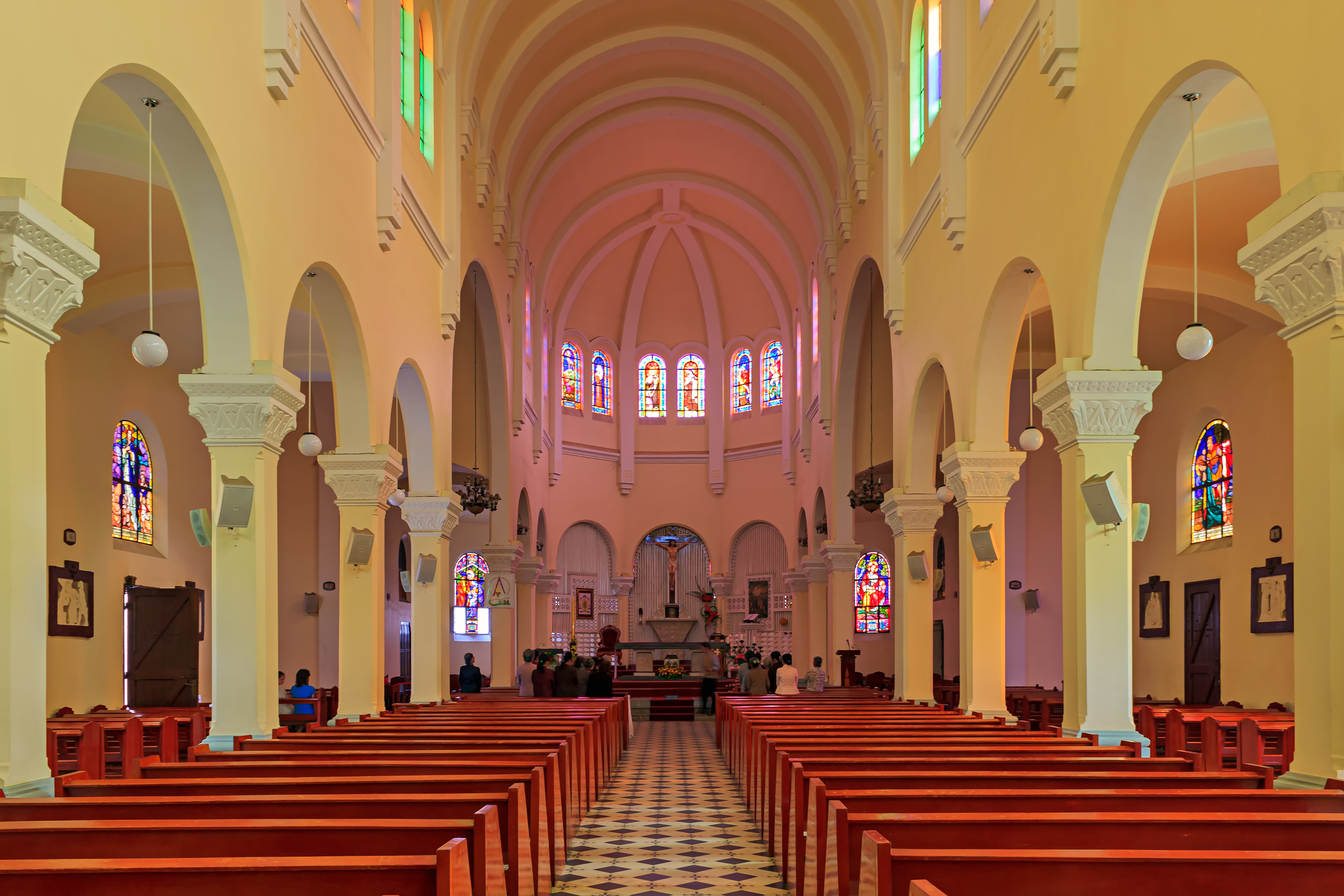
La navata centrale